# Marija Junak
Marija Iwaniwna Junak (ukrainisch Марія Іванівна Юнак; * 15. Februar 1902 in Kiew; † 1. August 1977 ebenda) war eine ukrainische Künstlerin. Sie war Vertreterin des Boychukismus.

## Leben
Marija Junak schloss das Olha-Frauengymnasium in Kiew mit Auszeichnung ab und trat 1920 in die Akademie der Bildenden Künste in der Klasse von Mychajlo Bojtschuk ein. Im Herbst 1921 nahm sie an der zweiten Jahresausstellung der Akademie teil und präsentierte die Werke Mädchen mit Kopftuch und Märchen. Nach der Verteidigung ihres Diploms blieb die Künstlerin im Atelier von Bojtschuk tätig.
Zusammen mit Antonina Iwanowa 1928 nahm Junak unter der Leitung von Bojtschuk an der Ausmalung des Bauernsanatoriums in Chadschybejskyj Liman nähe Odessa teil. Dort schuf sie Freskenporträts von Taras Schewtschenko und Iwan Franko sowie ornamentale Wandbilder. Seit 1929 beteiligte sich Marija Junak an republikanischen Kunstausstellungen. Im Jahr 1934 wurde die Künstlerin eingeladen, an den Wandmalereien des Tscherwonosawodskyj-Theaters in Charkiw mitzuwirken. Dies waren die letzten Werke der Bojtschukisten und der Künstlerin selbst auf dem Gebiet der Monumentalmalerei. Ein Jahr später sollten sie alle zu Volksfeinden erklärt werden.
Ab der zweiten Hälfte der 1930er Jahre arbeitete Junak im Bereich der Buchgrafik und der Plakate, außerdem entwarf sie Ornamente für Teppiche. Wegen ihrer Zugehörigkeit zu den Bojtschukisten wurde ihr die Aufnahme in den Verband der Künstler der Ukrainischen SSR verweigert. Im März 1947 wurde sie am Institut für Monumentalmalerei und Bildhauerei der Akademie für Architektur der Ukrainischen SSR eingestellt. Das letzte monumentale Werk der Künstlerin waren die vier Meter langen Fresken „Jahreszeiten“, die 1975–1976 an den Wänden des Landhauses ihrer Freundin Wira Kutynska in Tarasiwka bei Kiew entstanden.

## Werke (Auswahl)
- Казка / Märchen (1921)
- Дівчина в хустині / Mädchen mit Kopftuch (1921)
- Українки / Ukrainerinnen (1921)
- Портрет Віри Кутинської / Porträt von Wira Kutynska (1922)
- Портрет Івана Франка / Porträt von Iwan Franko (1927)
- Голова дівчинки / Kopf des Mädchens (1948)
- Зварниця / Schweißerin (1968)
- Квіти / Blumen (1972)
- Пори року / Die Jahreszeiten (1975)